# Liste der Baudenkmäler in Osterzell

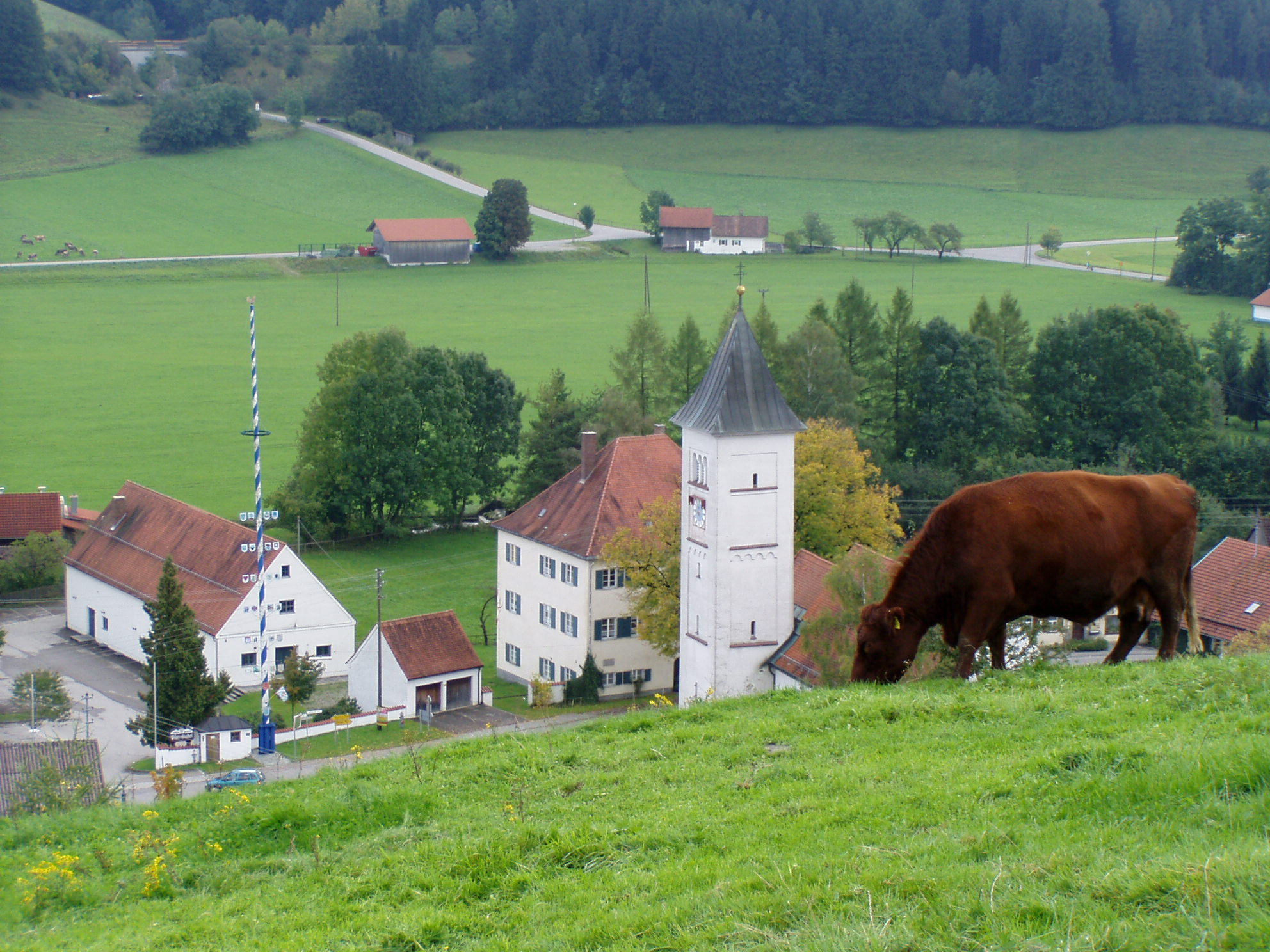
Osterzell

Auf dieser Seite sind die Baudenkmäler in der schwäbischen Gemeinde Osterzell zusammengestellt. Diese Tabelle ist eine Teilliste der Liste der Baudenkmäler in Bayern. Grundlage ist die Bayerische Denkmalliste, die auf Basis des Bayerischen Denkmalschutzgesetzes vom 1. Oktober 1973 erstmals erstellt wurde und seither durch das Bayerische Landesamt für Denkmalpflege geführt wird. Die folgenden Angaben ersetzen nicht die rechtsverbindliche Auskunft der Denkmalschutzbehörde.

## Baudenkmäler nach Gemeindeteilen

### Osterzell
| Lage                              | Objekt                             | Beschreibung | Akten-Nr.     | Bild                               |
| --------------------------------- | ---------------------------------- | --- | ------------- | ---------------------------------- |
| Kaltentaler Straße 3 (Standort)   | Stallhalle                         | Gewölbte Stallhalle, mittleres 19. Jahrhundert; ursprünglich Teil des Ökonomiegebäudes der Sägemühle, jetzt in Neubau integriert.                          | D-7-77-157-10 | BW                                 |
| Rottenbucher Straße (Standort)    | Pfarrkirche St. Stephan und Oswald | Turmunterbau und Langhaus im Kern spätgotisch, Erweiterungen und Umgestaltungen 1686, 1708 und 1749/51; mit Ausstattung.                                   | D-7-77-157-1  | Pfarrkirche St. Stephan und Oswald |
| Rottenbucher Straße 9 (Standort)  | Ausleger                           | Anfang 18. Jahrhundert | D-7-77-157-2  | Ausleger                           |
| Rottenbucher Straße 13 (Standort) | Ehemaliges Schloss                 | jetzt Pfarrhof, dreigeschossiger Walmdachbau, 1720 unter Verwendung älterer Teile errichtet; mit Ausstattung; Pfarrstadel, 18. Jahrhundert, 1977 Umbauten. | D-7-77-157-3  | Ehemaliges Schloss                 |
| Rottenbucher Straße 29 (Standort) | Ehemaliges Bauernhaus              | Mitterstallbau mit stichbogigem Tennentor, 1. Hälfte 19. Jahrhundert, Hausfigur, hl. Sebastian, 2. Hälfte 15. Jahrhundert                                  | D-7-77-157-4  | Ehemaliges Bauernhaus              |

### Oberzell
| Lage                  | Objekt                                        | Beschreibung | Akten-Nr.    | Bild                                          |
| --------------------- | --------------------------------------------- | --- | ------------ | --------------------------------------------- |
| Dorfstraße (Standort) | Katholische Kapelle Schmerzhafte Muttergottes | Kleiner Satteldachbau mit Dachreiter mit Spitzhelm und schlichter Wandgliederung, 1826 erbaut; mit Ausstattung. | D-7-77-157-5 | Katholische Kapelle Schmerzhafte Muttergottes |

### Ödwang
| Lage                    | Objekt                            | Beschreibung                                                                               | Akten-Nr.    | Bild                              |
| ----------------------- | --------------------------------- | ------------------------------------------------------------------------------------------ | ------------ | --------------------------------- |
| An der Mühle (Standort) | Katholische Kapelle Allerheiligen | Satteldachbau mit Westturm mit Spitzhelm, 1660 erbaut, 1876 Turm ergänzt; mit Ausstattung. | D-7-77-157-6 | Katholische Kapelle Allerheiligen |

### Salabeuren
| Lage                    | Objekt                       | Beschreibung | Akten-Nr.    | Bild                         |
| ----------------------- | ---------------------------- | --- | ------------ | ---------------------------- |
| Salabeuren (Standort)   | Katholische Kapelle St. Anna | erbaut 1737; mit Ausstattung. | D-7-77-157-7 | Katholische Kapelle St. Anna |
| Salabeuren 1 (Standort) | Ehemaliger Schwaighof        | stattlicher Walmdachbau mit angebautem Wirtschaftsteil, 1734/36; ehemaliger Schafstall, Walmdachbau, um 1736; ehemaliges Backhaus, kleiner Walmdachbau um 1736. | D-7-77-157-8 | Ehemaliger Schwaighof        |

### Stocken
| Lage                   | Objekt                                     | Beschreibung                  | Akten-Nr.    | Bild                                       |
| ---------------------- | ------------------------------------------ | ----------------------------- | ------------ | ------------------------------------------ |
| Kapellenweg (Standort) | Katholische Kapelle St. Antonius von Padua | erbaut 1859; mit Ausstattung. | D-7-77-157-9 | Katholische Kapelle St. Antonius von Padua |